# Megareu
Megareu (en grec antic Μεγαρεύς), va ser, segons la mitologia grega, un heroi, fill de Posidó (o d'Egeu, o fins i tot d'Apol·lo, segons altres variants) i d'Ènope, que era filla d'Epopeu. És l'epònim de la ciutat de Mègara.
Casat amb Mèrope, va tenir diversos fills. El més gran, Timalc, va morir a mans de Teseu durant l'expedició dels Dioscurs contra l'Àtica. El segon, Evip, va ser víctima del lleó de Citeró, i per venjar-se Megareu va oferir la mà de la seva filla Evecme i el seu reialme a qui matés el monstre. Alcatous s'hi va presentar i va matar el lleó.
Alguns autors diuen que la seva esposa va ser Mèrope, i amb ella va tenir Hipòmenes, vencedor d'Atalanta.
S'explica també que quan Minos va assetjar el rei Nisos a la ciutat de Nisa, el rei va demanar ajuda a Megareu, que va morir en la batalla lluitant a favor del seu aliat. Més tard, quan Alcatous, el seu successor, va reconstruir la ciutadella de Nisa, li va donar el nom de Mègara, en honor del seu sogre.
Una altra tradició que procedeix de Mègara, negava que la ciutat hagués estat mai conquerida, i que Megareu havia succeït Nisos en el tron perquè es va casar amb la seva filla Ifínoe, i Alcatous el va succeir de manera natural, ja que era el seu gendre.